# San Pietro in prigione
San Pietro in prigione è un dipinto del 1631 di Rembrandt conservato presso l'Israel Museum di Gerusalemme.

## Descrizione e stile
Sulla base del testo del Nuovo Testamento in Atti 12, il dipinto mostra l'apostolo Pietro nella sua cella a Gerusalemme dopo il suo arresto da parte dei soldati di Erode. Un'asta di morbida luce dorata cade sul prigioniero da una fonte invisibile nella cella in alto a sinistra, lasciando gran parte del dipinto in totale oscurità. Ben visibile, invece, è l'attributo del santo: due chiavi di metallo di grandi dimensioni che significa le chiavi del regno dei cieli, e per coincidenza suggerendo l'ironia della sua incarcerazione.
Il santo si inginocchia, le mani giunte in preghiera, ma anche nella miseria. Non può sapere che l'Angelo di Dio apparirà presto per realizzare la sua miracolosa liberazione. Il volto di Pietro è quella di un vecchio, rugoso e con la barba. Egli è accarezzato dalla luce e dai colori caldi del dipinto, ma sopraffatto dalla malinconia e dalla missione apparentemente senza speranza che ha assunto. Anche se semplice umanità di Pietro è sottolineato, lo splendore intorno al suo viso agisce come una sorta di aureola e trasmette la sua santità.
Nel 1625 Rembrandt, allora diciannovenne, tornato nella sua città natale di Leida, dopo aver trascorso sei mesi a studiare con il pittore Pieter Lastman ad Amsterdam. Si configura come un pittore indipendente e presto ha iniziato ad assumere gli allievi di suo.